# Kordyliera Biała

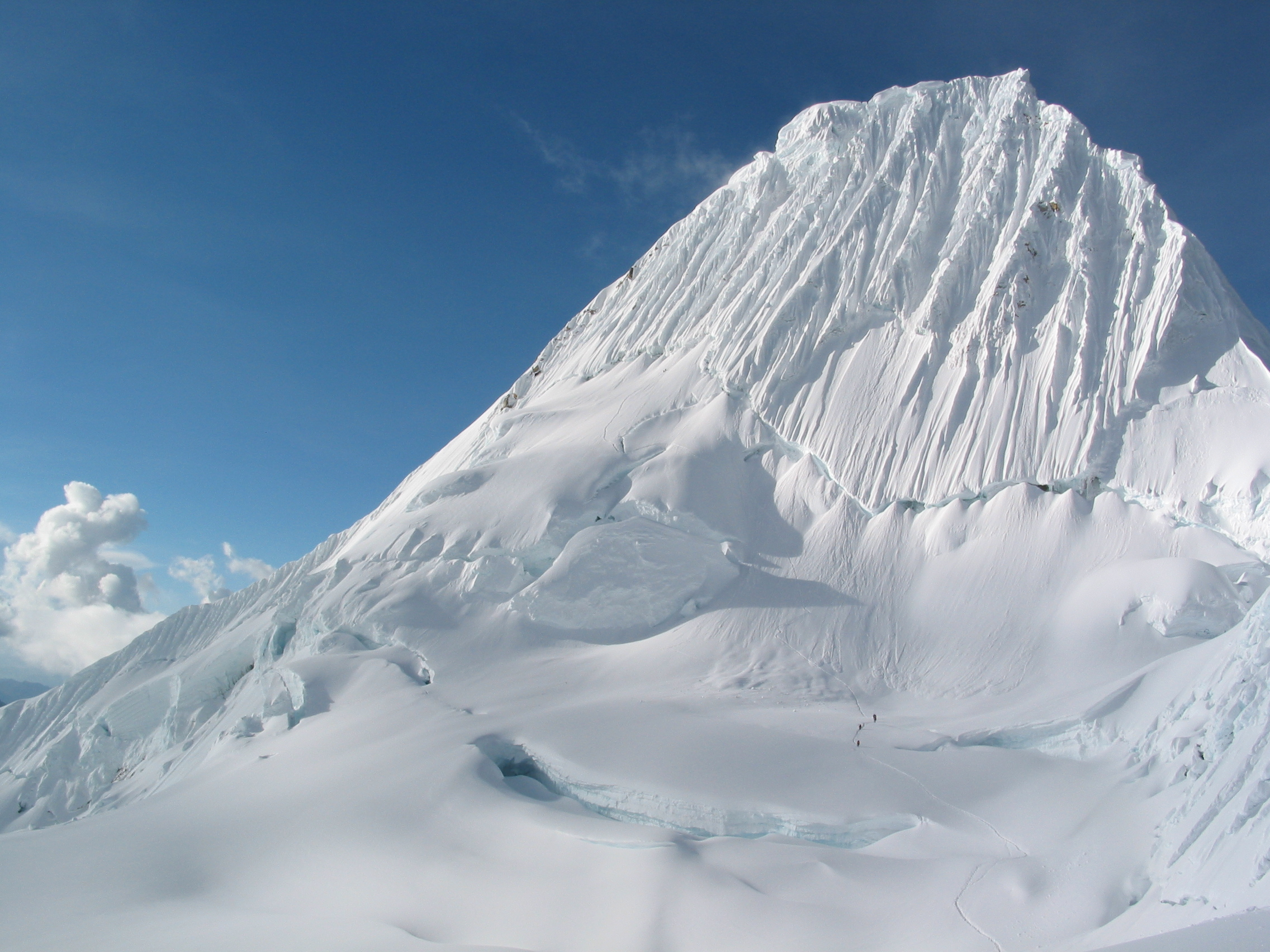
Alpamayo (5,947 m).

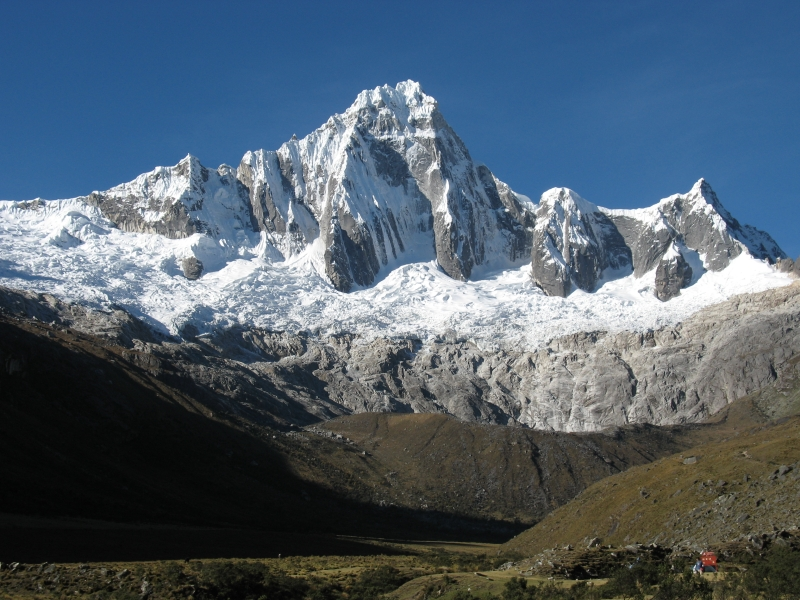
Taulliraju (5,830 m).

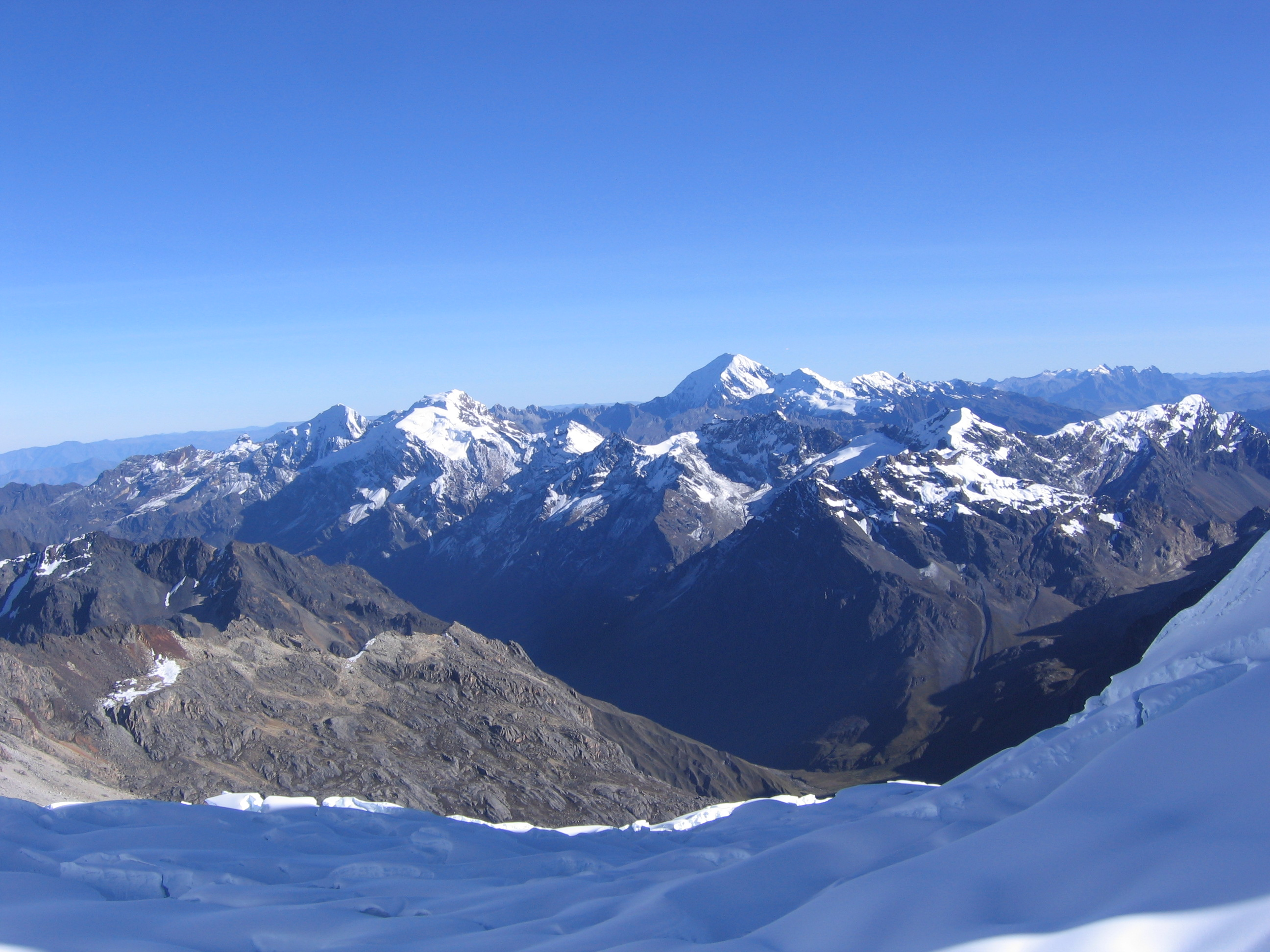
Cordillera Blanca.

Kordyliera Biała (hiszp. Cordillera Blanca) – łańcuch górski w Peru. Stanowi część Andów, rozciąga się na długości 180km i szerokości około 50km. Znajduje się tu najwyższy szczyt Peru Huascarán (6768 m n.p.m.). Park Narodowy Huascarán, utworzony w 1975 roku, obejmuje prawie cały obszar tego łańcucha.

## Szczyty
Przyjmując 400-metrowe podejścia jako kryterium do rozróżnienia poszczególnych szczytów, w paśmie tym jest 16 szczytów powyżej 6000 m n.p.m. i kolejne 17 ponad 5500 m n.p.m. Wysokość najwyższego szczytu Huascarán Sur wynosi 6768 m n.p.m., ale w źródłach peruwiańskich pojawia się także 6746 m n.p.m. 
Niektóre szczyty:
| Szczyt          | Wysokość (w m n.p.m.) |
| --------------- | --------------------- |
| Huascarán Sur   | 6768                  |
| Huascarán Norte | 6655                  |
| Huandoy Norte   | 6395                  |
| Nevado Huantsan | 6395                  |
| Chopicalqui     | 6354                  |
| Copa            | 6188                  |
| Hualcan         | 6122                  |
| Chacraraju      | 6122                  |
| Artesonraju     | 5999                  |
| Alpamayo        | 5947                  |
| Nevado Pisco    | 5752                  |